# Attelabus chalybaeus
Attelabus chalybaeus es una especie de coleóptero de la familia Attelabidae.

## Distribución geográfica
Habita en Azerbaiyán, Irán y Turkmenistán.